# Schönbuch-Gymnasium Holzgerlingen
Das Schönbuch-Gymnasium Holzgerlingen (kurz SGH) ist ein allgemeinbildendes Gymnasium. Es liegt in der Weihdorfer Straße in Holzgerlingen im Landkreis Böblingen.

## Gebäude
Das im Jahre 1980 erbaute Hauptgebäude besteht aus einer Skelettkonstruktion, das heißt, das Gebäude und die Ebenen werden nur durch Stützen getragen. Es sind somit nur dünne Trennwände eingezogen, um das Gebäude in verschiedene Räume aufzuteilen.
Seit dem Jahre 2000 existiert ein Anbau, in dem die Verwaltung, einige Klassenzimmer, Multimediaräume, ein Aufenthaltsraum für die Schüler, Schließfächer und das Jugendkulturzentrum „w3“ (früher: s'red) untergebracht sind.
Ende des Schuljahres 2004/2005 wurde ein drittes unabhängiges Gebäude mit einer Kantine gebaut, die aufgrund der neuen Schulzeiten (siehe: Abitur nach zwölf Jahren) benötigt wird. Neben einer Kantine entstanden eine neue Aula mit einer Bühne und technischer Ausstattung, diverse Computerräume, sowie mehrere Klassenzimmer.
Die Einweihung dieses neuen Schulgebäudes fand am 23. September 2005 statt.
Im Jahr 2009 wurde das Schulgebäude nochmals erweitert. Es wurde ein weiterer Anbau mit Schüleraufenthaltsräumen, einem Oberstufencafe, einer Lehrerbibliothek und Arbeitsplätze mit Computeranschluss für Schüler gebaut und am Schulfest zum 30-jährigen Jubiläum der Schule am 5. Februar 2011 eingeweiht.

## Schülerzeitungen
Am Schönbuch-Gymnasium gibt es zurzeit eine Schülerzeitung.

### Der ELCH
Der ELCH ist die aktuelle Schülerzeitung am SGH, sie besteht seit September 2018. Die Redaktion besteht aus Schülerinnen und Schülern der Klassen 5–10, ihre erste Ausgabe erschien im Juli 2019, die zweite im Juli 2020. Auch künftig soll Der ELCH einmal im Jahr als Printversion und regelmäßig online erscheinen. Neben einer Serie, welche über Ehemalige am SGH berichtet, gibt es auch viele Artikel über Ereignisse in der Schule und der näheren Umgebung, sowie Berichte über den Schulalltag, was nach Möglichkeit für Jung und Alt gleichermaßen interessant gestaltet werden soll.

### Lichtblick
Der Lichtblick war eine seit der Gründung des SGH bestehende Schülerzeitung, die von Herrn Schlüter gegründet und später durch Herrn Korschefsky fortgesetzt wurde. Bis Mitte 2005 sind 92 Ausgaben erschienen, der Lichtblick erscheint daher in der Regel viermal pro Schuljahr. Geplant war auch eine Online-Ausgabe. Der Inhalt des Lichtblicks setzte sich größtenteils aus Artikeln anderer Autoren zusammen.
Neben den Artikeln bot die Zeitung den Schülern die Möglichkeit, lustige Sätze und Aussprüche, die eine Lehrkraft im Laufe des Schuljahrs von sich gibt, einzusenden.

### DEFRIT
Bei DEFRIT handelt es sich um eine internationale Schülerzeitung (Deutsch, Español, Français, Italiano), deren erste Ausgabe 1991 erschien. Durch das von Dominique Fröhlich gegründete Projekt sollten die Partnerschulen näher zusammenrücken, indem sie gemeinsam eine Schülerzeitung schreiben. Jeden Artikel schreibt der Verfasser in seiner Muttersprache und fasst ihn kurz auf Englisch zusammen.

## Projekte und Exkursionen
Am Schönbuch-Gymnasium finden regelmäßig Projekte statt. Eines der größten Projekte ist Schule als Staat, das bisher 2002, 2008, 2014, 2019 und 2024 stattfand und fast ausschließlich von Schülern der Oberstufe organisiert wurde.
Regelmäßig werden auch Exkursionen und Austausche organisiert. Die neunten Klassen nehmen im Normalfall an einem Austausch nach Frankreich teil, nach Oloron-Sainte-Marie und nach Saint-Nazaire, oder gehen auf eine einwöchige Exkursion nach Südengland. In der zehnten Klasse finden die Austausche nach Italien für alle Italienischklassen statt. Gegen Ende der Jahrgangsstufe 1 hat jeder Schüler die Möglichkeit, an einer der angebotenen Studienfahrten teilzunehmen.

## Ehemalige Schüler
- Peter Seimer (* 1993), Politiker (Bündnis 90/Die Grünen)
- Michael Nagel (* 1970), Wirtschafts- und Sozialwissenschaftler sowie Hochschullehrer